# فيات تالييرو
فيات تالييرو (بالإيطالية: Fiat Tagliero) هو مبنى محطة وقود مُصمَّم على طراز آرت ديكو والعمارة المستقبليّة، يقع في العاصمة الإريتريّة أسمرة. بناه المهندس الإيطالي جوزيبي بيتاززي عام 1938 بعد فترة الاستعمار الإيطالي لإرتيريا.

## التصميم
صُمِّم المبنى على طراز آرت ديكو بحيث يكون له جناحين عملاقين، يشبه طائرة تستعد للإقلاع من مدرج المطار. ويُعَد المبنى أحد الأمثلة الأكثر إثارة للاهتمام بفن العمارة الحديثة في العالم، وذلك بسبب موقعه. كما يُعتَبر اليوم أحد أهم نقاط الجذب السياحي في مدينة أسمرة المعاصرة، إلى جانب مبنى سينما إمبيرو ومبنى البلدية، ومبانٍ أخرى تعود إلى الفترة الاستعماريّة، والتي تم إدراجها جميعًا على قائمة التراث العالمي التابعة لليونيسكو في عام 2017.

## وصلات خارجية
- مبنى فيات تالييرو في أسمرة: تاريخ مدن عبر 50 مبنا، جريدة الجارديان (بالإنجليزية)